# ثقافة باكستان
يضم مجتمع باكستان وثفافته العديد من الجماعات العرقية:

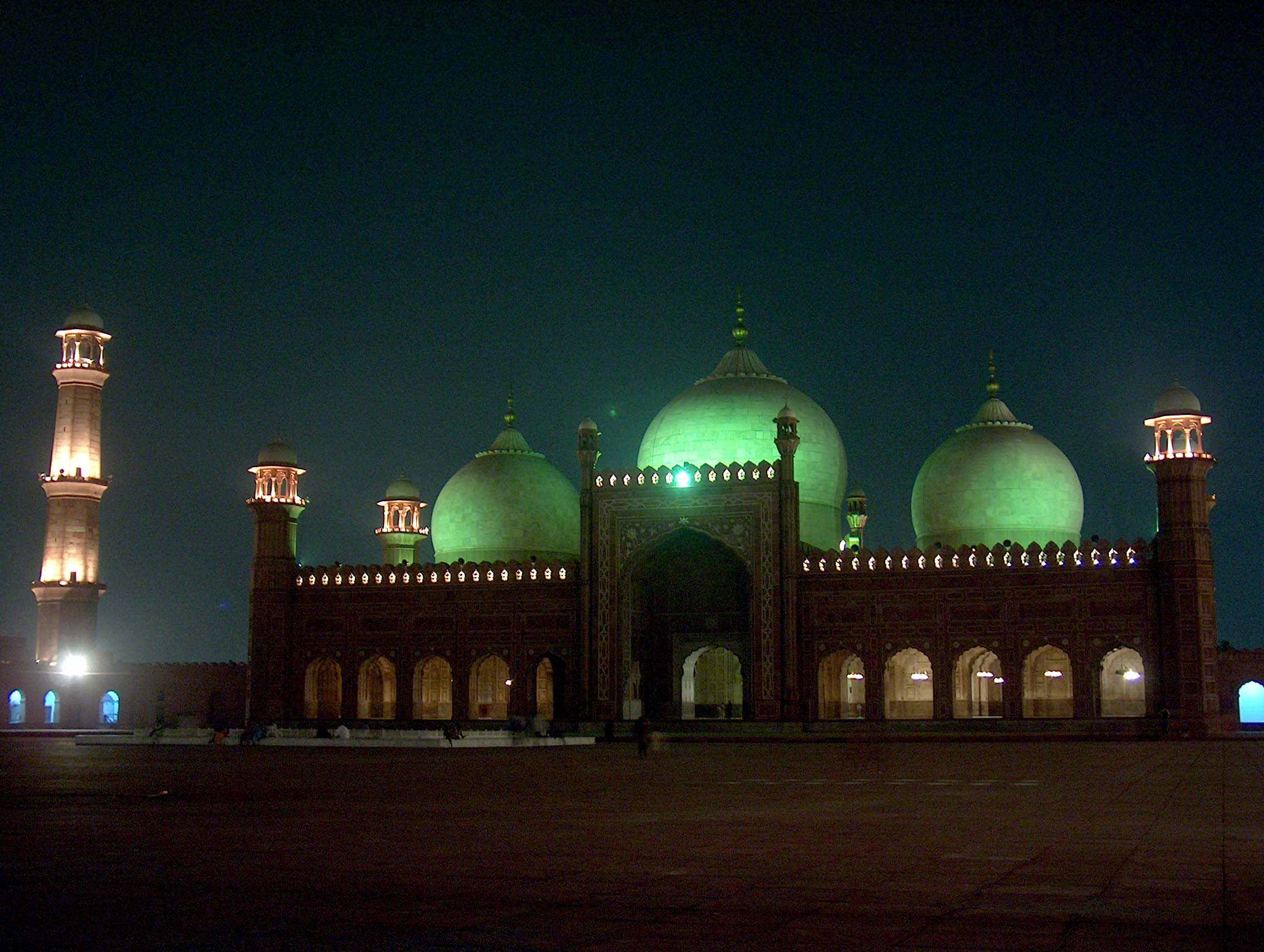
مسجد بادشاهي الذي بناه الإمبراطور المغولي أورنجزيب في لاهور في القرن ال17

يوجد في الجنوب جماعات عرقية مثل البنجاب وكشمير والسند، وفي الشرق المهاجر والمكرنة، وفي الغرب البلوش والهزارة والبشتون، أما في الشمال فتوجد المجتمعات القديمة مثل دردلوك ووأخي وبلتستان وبروشو. أما بالنسبة لثقافة هذه الجماعات العرقية الباكستانية فقد تأثرت إلى حد كبير من عدة دول مجاورة لها، مثل دول جنوب آسيا الأخرى وشعب الترك "Turkic"، وكذلك شعوب آسيا الوسطى والشرق الأوسط.
قد تعود أصول الثقافة الباكستانية الحالية إلى حضارة وادي السند، التي كانت معاصرة مع الحضارات المصرية والسومرية القديمة منذ حوالي 5500 سنة. وشكلت المنطقة وحدة متميزة داخل المجمع الجغرافي الرئيس لجنوب آسيا والشرق الأوسط وآسيا الوسطى منذ العصور الأولى، وبموقع مماثل أيضاً لأفغانستان. وتكشف أصول الباكستانيين الثقافية تأثرها من مناطق بعيدة عدة، بما في ذلك الصين والهند وأفغانستان. وكانت باكستان أول منطقة في جنوب آسيا تتأثر بشكل كامل من الإسلام، وبالتالي عاشت على الهوية الإسلامية المتميزة مختلفةً تاريخيًا عن مناطق شرقية أبعد.
هعغلللى سمسوووووم

## الأدب
الكبرى أيضاً. وعلى مدى فترة من الزمن، دخلت مجموعة فريدة من نوعها من الأدب إلى باكستان، وظهرت مكتوبة باللغات الباكستانية الرئيسية تقريباً، بما في ذلك اللغة الأردية واللغة الإنجليزية واللغة البنجابية ولغة البوشتو واللغة السرائيكية واللغة البلوشية واللغة السندية.

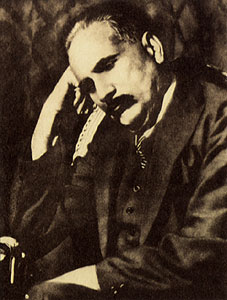
الشاعر الوطني إقبال

## الشعر
الشعر هو الفن الذي يحظى باحترام كبير ومهنة في باكستان. ونشأ الشكل الأبرز من الشعر في باكستان باللغة الفارسية.
و كما أن الحماس للشعر موجود على المستوى الإقليمي أيضا، فيتم أيضاً كتابة الشعر باللغة الأردية ويعود السبب إلى استقلال البلاد في عام 1947 واعتماد الأردية لغة وطنية.
بالإضافة إلى أن اللغة الأردية لديها تراث عريق في الشعر وتشمل الشعراء المشهورين مثل الدكتور العلامة إقبال (شاعر وطني) ومير تقي مير وميرزا غالب وفايز أحمد فايز وأحمد فراز وحبيب جليب وجاذب قريشي وأحمد نديم القاسمي. وبصرف النظر عن الشعر الأردي، الشعر الباكستاني لديه أيضا مزيج من اللغات الإقليمية الأخرى، فالشعر البلوشي والسندي والبنجابي والسيريكي والباشتو جميعهم قد انمدجوا مع الشعر الباكستاني وأثروا عليه.

## الترفيه والرياضة
تعد لعبة الهوكي هي الرياضة الوطنية الرسمية لباكستان، ولكن لعبة الكريكيت والسكواش أكثر شعبية. وقد فاز فريق الهوكي الوطني الباكستاني في كأس العالم للهوكي وحقق البطولة أربع مرات. كما فاز منتخب باكستان للكريكيت في كأس العالم للكريكيت في عام 1992، وكان الوصيف في عام 1999، وشارك في استضافة الألعاب في عام 1987 و 1996. بالإضافة إلى ذلك، فقد فاز أيضا في جائزة "the ICC World Twenty20" في عام 2009 واحتل المركز الثاني في عام 2007. وقد فاز الفريق أيضا على كأس " Austral-Asia" في عام 1986، 1990، و 1994.

## المطبخ الباكستاني

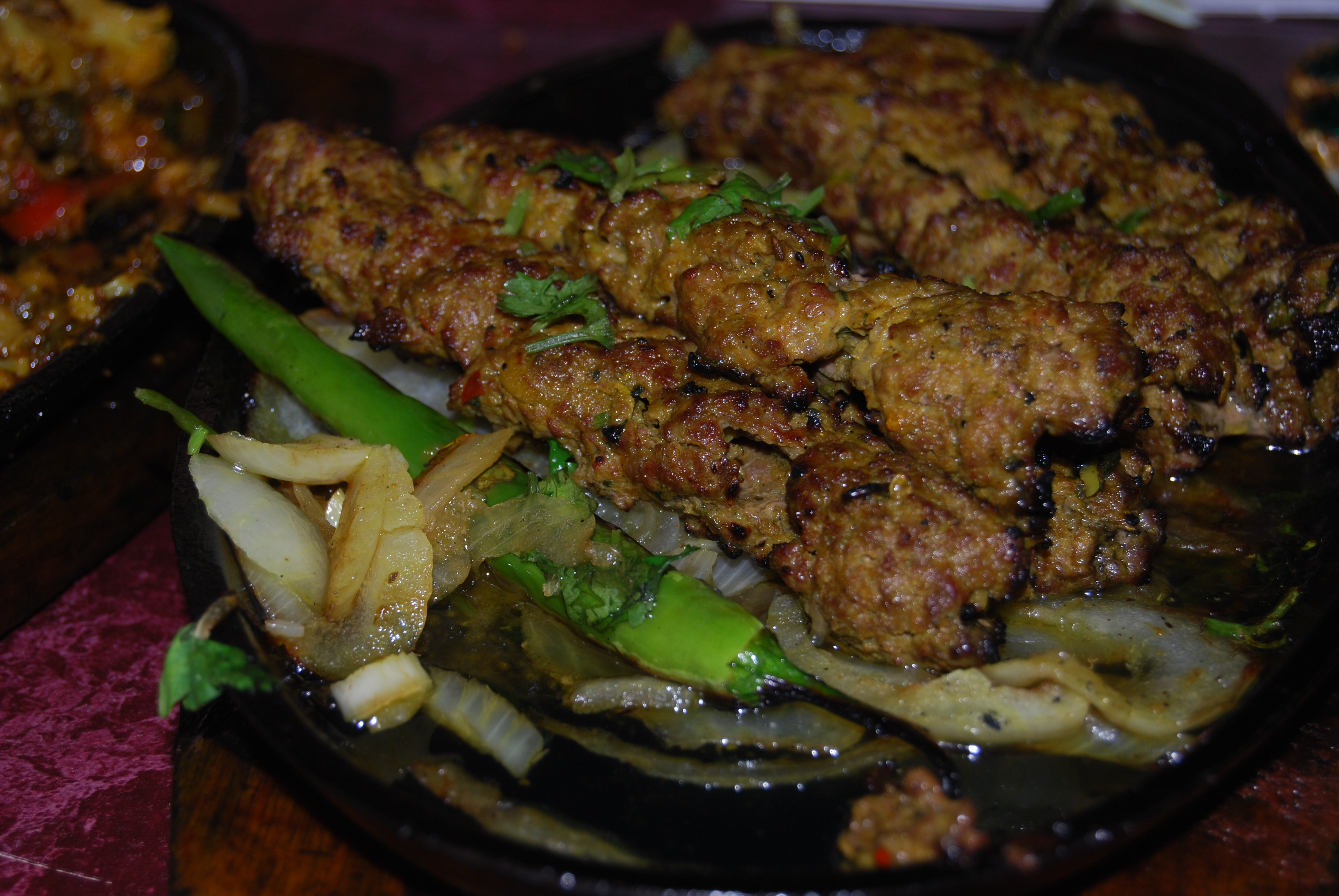
يعتبر الكباب من أشهر الأطباق الباكستانية

أساس فن الطهي في باكستان مزيج من المأكولات الهندية مع تأثير بعض دول الشرق الأوسط والأفغان، بينما توجد اختلافات في طرق الطهي في جميع أنحاء البلاد. فمناطق المدن توفر مزيجًا من الوصفات من جميع أنحاء البلاد، في حين أن الطعام ذو مكونات خاصة والذوق المحلي متاح فقط في المناطق الريفية والقرى. وتوجد أشكال أخرى محلية من اللحوم المشوية والكباب والحلويات ومجموعة متنوعة من المشروبات الساخنة والباردة.

## المهرجانات والاحتفالات
رمضان
يعتبر شهر رمضان مميزاً عند المسلمين عن باقي شهور السنة الهجرية. فهو شهر الصوم، حيث يمتنع في أيامه المسلمون عن الشراب والطعام والجماع مع الابتعاد قدر المستطاع عن المحرمات من الفجر وحتى غروب الشمس.
و لوحظ الصيام على نطاق واسع من قبل الأغلبية المسلمة في باكستان خلال هذا الشهر وحضور المساجد بتكرار وآداء صلاة التراويح كل يوم مع صلاة العشاء وتلاوة القرآن. وتقوم المؤسسات التعليمية وأماكن العمل بطهي أطعمة خاصة بكميات كبيرة ويتم التجمع حول الطعام بتجهيزات خاصة.
ليلة العيد
ليلة العيد هي ليلة القمر عندما يرى الهلال في اليوم الأخير من شهر رمضان المبارك ويكون اليوم التالي عيد الفطر. حيث يحتفل الناس بطرق مختلفة في الليلة المعروفة بليلة القدر كوضع الفتيات الحناء على أيديهن. ويشتري الناس هدايا وحلويات تعطى لأصدقائهم والعائلات التي تأتي للاحتفال في نهاية شهر رمضان. ويتم تعليق أعمال الزينة ويخرجون الأضواء الملونة في الشوارع والمباني والمعالم الرئيسية، وحتى خارج المراكز التجارية وفي الساحات العامة. وتأتي أيضًا جموع غفيرة في وسط المدينة للاحتفال ببداية العيد، وعادة ما يكون ذلك وقت ازدهار الأعمال التجارية.
احتفالات العيد
العيدين في الإسلام هما عيد الفطر وعيد الأضحى، ففي عيد الفطر يحيون مرور شهر الصوم، أما في عيد الاضحى لإستعداد إبراهيم للتضحية بابنه إسماعيل في سبيل الله. حيث تعد هذه الأيام عطل رسمية من الدولة فإن العديد من الفعاليات والمهرجانات تقام للاحتفال بالعيد، وتعطى عطلة لثلاثة أيام لجميع الشركات والمكاتب الحكومية لأن باكستان تعتبر دولة إسلامية. يبحث الناس عن قمر الشهر الجديد في ليلة العيد لاحتساب نهاية شهر رمضان وقدوم عيد الفطر. ويبدأ يوم العيد مع صلاة الفجر، ثم الرجوع إلى البيت لتناول إفطار كبير مع أفراد الأسرة. ويقضى اليوم في زيارة الأقارب والأصدقاء وتبادل الهدايا والحلويات مع الجميع. أما خلال المساء فكثير من الاحيان يحتفل الباكستانيون، أو يذهبون إلى المطاعم، أو يسترخون في حدائق المدينة.
تعطى زكاة الفطر قبل صلاة العيد كما تعطى الهدايا للأطفال الصغار بمناسبة عيد الفطر المبارك.
أما في عيد الأضحى فتوزع الناس اللحوم على الأقارب والجيران والتبرع بالمواد الغذائية للأعمال الخيرية.
يوم الاستقلال
يحتفل شعب باكستان في 14 أغسطس حين حققت باكستان استقلالها عن الهند البريطانية، وأصبحت دولة مستقلة للمسلمين عن شبه القارة الهندية. ويبدأ اليوم بالتجمعات والصلاة في المساجد في جميع أنحاء باكستان وتدعوا فيه الناس لرقي بلادهم ونجاحها، ثم يشعل 21 طلقة في وقت مبكر من صباح ذلك اليوم من مدفع من أجل جميع الذين ساهموا وضحوا بحياتهم لتحقيق الاستقلال، ويرفع العلم، وتقام الاحتفالات في العاصمة إسلام آباد وجميع عواصم المحافظات الأخرى، وتقام أحداث كبرى في جميع أنحاء البلاد. حيث يغني شعب باكستان النشيد الوطني، ويغني المطربون الكلاسيكيون والمغنون الشهيرون أغان وطنية مختلفة. وتزين المباني الحكومية والخاصة الشهيرة بالأضواء ويختم اليوم بالألعاب النارية المذهلة في المدن الرئيسية في باكستان.
عروض يوم الدفاع
يعتبر يوم 6 سبتمبر كيوم وطني آخر، حيث يعرض جيش باكستان الأسلحة الباكستانية لعامة الناس. ويحضر الحفل جميع المسؤولين الحكوميين وتمنح الجوائز لأشخاص معينين تكريماً لعملهم.وعرضت القوات الجوية الباكستانية (PAF) في مارس 2007 الطائرات الجديدة التي تم تصنيعها بالاشتراك مع الصين والتي تسمى ب JF-17 الرعد أو "JF-17 Thunder".